# Webb Society
Die Webb Society ist eine internationale Vereinigung von Amateur- und Berufsastronomen, die sich auf die Beobachtung von Doppelsternen und Deep-Sky-Objekten spezialisiert haben.
Die Vereinigung ist nach Reverend Thomas William Webb benannt, der seinerseits als Amateur-Astronom derartige Objekte intensiv beobachtete. Gegründet wurde die Vereinigung im Jahre 1967.
Die Mitgliedschaft steht weltweit allen interessierten Beobachtern offen.